# Station Longford
Station Longford is een spoorwegstation in Longford, de hoofdstad van het gelijknamige graafschap in Ierland. Het station ligt aan de lijn Dublin - Sligo. Het station wordt bediend door de intercity tussen Dublin en Sligo. Daarnaast gaan er 's ochtends vanaf Longford extra stoptreinen richting Dublin, die 's avonds weer teruggaan tot Longford.